# Toomsuba
Toomsuba – jednostka osadnicza w Stanach Zjednoczonych, w stanie Missisipi, w hrabstwie Lauderdale.